# Associação de Academias da Língua Espanhola

Países do mundo onde existe uma academia da lingua espanhola.

Países onde o castelhano tem status de língua oficial.
Países ou regiões onde o castelhano é falado sem ter reconhecimento oficial ou onde são faladas línguas nativas de origem espanhola (chavacano, papiamento, portunhol, etc.) ou línguas com indubitável influência castelhana (chamorro), com ou sem reconhecimento oficial, e áreas de forte influência hispânica.

A Associação de Academias da Língua Espanhola (em castelhano:  Asociación de Academias de la Lengua Española) foi criada no México em 1951 e representa a integração das 22 academias de língua castelhana existentes no mundo.
Por iniciativa de Miguel Alemán Valdés, presidente do México, foi constituído o I Congresso de Academias com o propósito de trabalhar em união pela integridade e crescimento do idioma castelhano. O resultado do encontro, realizado entre os dias 23 de Abril a 6 de Maio de 1951, foi a criação da associação e sua comissão permanente. A Real Academia Española (RAE) não esteve presente na primeira reunião, embora seja membro da Comissão Permanente. Desde o II Congresso, celebrado em 1956 em Madrid, a RAE participa regularmente.
A colaboração entre a RAE e as outras academias resultou na criação, em co-autoria, do Diccionario de la Real Academia Española (a partir da 22.ª edição, publicada em 2001), da edição de 1999 da Ortografía, considerada uma obra verdadeiramente pan-hispânica, e mais recentemente na confecção do Diccionario panhispánico de dudas (2005).
Entre os projetos conjuntos estão a redação da Gramática e da compilação de um Diccionario de americanismos. Desde 2000, a Associação organiza a Escola de Lexicografia Hispânica que conta com bolsas concedidas por um acordo entre a RAE e a Fundação Carolina para a formação de peritos em lexicografia castelhana.
A Associação, juntamente com a Real Academia Española, foi galardoada com o Prémio Príncipe das Astúrias da Concórdia em 2000, por seus esforços pela colaboração e consenso.